# بوفالو (کنتاکی)
بوفالو (به انگلیسی: Buffalo) یک منطقهٔ مسکونی در ایالات متحده آمریکا است که در شهرستان لرو، کنتاکی واقع شده‌است. بافالو ۴۹۸ نفر جمعیت دارد و ۲۲۷٫۹۹ متر بالاتر از سطح دریا واقع شده‌است.